# Ludmila Ulehla
Ludmila Ulehla   (Flushing, 20 de maig de 1923 - 5 de desembre de 2009) va ser una compositora i educadora musical estatunidenca.

## Biografia
Ludmila Ulehla va néixer a Flushing, Queens, Nova York. Va començar l'estudi del piano i el violí molt aviat i va escriure breus composicions als cinc anys. Més tard, va estudiar composició amb Vittorio Giannini a la "Manhattan School of Music" i va obtenir un màster. Ulehla va ocupar una posició a la facultat de la mateixa escola el 1947 i va ser president del Departament de Composició del 1972 al 1989.
Ulehla va ser nomenada Educadora destacada en "Who's Who of American Women" i ha rebut els premis ASCAP. Va escriure un llibre titulat Contemporary Harmony - Romanticism Through the 12-Tone Row, publicat per Advance Music.

## Obres
Les composicions d'Ulehla eren principalment per a conjunts en solitari i de cambra. Les obres seleccionades inclouen:
- Elegia per a una balena
- Gàrgoles per a Hindell
- Miquel Àngel per a Orquestra
- Records per Heifetz
- Desenvolupament d'un desplaçament xinès
- Sibila de la revolució americana, òpera de cambra, 1993
- Fantasia submarina per a orquestra, 1999
- Sonata per a improvisació per a clarinet, saxo soprano i piano.[5]